# Jane Wisdom
Pour les articles homonymes, voir Wisdom.
 (janvier 2024).
Si vous disposez d'ouvrages ou d'articles de référence ou si vous connaissez des sites web de qualité traitant du thème abordé ici, merci de compléter l'article en donnant les références utiles à sa vérifiabilité et en les liant à la section « Notes et références ».
Jane Wisdom (1884-1975) était une travailleuse sociale canadienne et la première directrice du Bureau des services sociaux à Halifax. Elle a commencé par étudier à l'Université McGill à Montréal, puis à New York,à l'École de Philanthropie de l'Université Columbia. Elle est revenue au Canada pour diriger le Bureau des services sociaux à Halifax, en Nouvelle-Écosse. En 1921, elle déménage à Montréal, où elle étudie et donne des conférences. Dix-huit ans plus tard, elle déménage en Nouvelle-Écosse et travaille comme première agente d'aide sociale à Glace Bay et, à ce poste, elle a été la première agente de services municipaux de toute la Nouvelle-Écosse.

## Biographie
Jane Barnes Wisdom est née à Saint John au Nouveau-Brunswick le 1er mars 1884 de Freeman W. Wisdom et Mary Bell Wisdom. Elle est diplômée de l'Université McGill en 1907 avec un BA. Elle occupait un poste de « visiteuse parmi le personnel » de la Charity Organization Society of Montreal.
En juin 1910, elle étudie à la l'École de Philanthropie de l'Université Columbia, puis retourne à Montréal, avant d'accepter un emploi au Brooklyn Bureau of Charities de 1912 à 1916. Elle était directrice exécutive de deux districts de cette organisation. Le Bureau des services sociaux d'Halifax, en Nouvelle-Écosse, la nomma première secrétaire exécutive en juillet 1916. Elle  joue un rôle important dans les efforts de rétablissement après l'explosion d'Halifax, travaillant pour la Commission de secours d'Halifax en tant que superviseur du département de réadaptation.
Une fois cette tâche achevée, Wisdom siége à la commission provinciale de la Nouvelle-Écosse et voyage à travers le Royaume-Uni. L'année suivante, elle retourne à McGill pour obtenir un diplôme d'études supérieures du Département d'économie. Elle est également instructrice de travail social au Département des sciences sociales et à l'École de travail social de 1921 à 1924. Lorsqu'elle quitte McGill, elle devient directrice générale du Répertoire des femmes de Montréal jusqu'en 1939. Après avoir pris sa retraite de son travail en tant que premier agent d'aide sociale à Glace Bay, en Nouvelle-Écosse, Wisdom décède le 9 juin 1975.